# Кавиль-Чан-Кинич
Кавиль-Чан-Кинич — правитель Южного Мутульского царства со столицей в Дос-Пиласе.

## Биография
Кавиль-Чан-Кинич является преемником Учан-Кин-Балама (который вероятно был его регентом), воцарившись 23 июня 741 года.
Кавиль-Чан-Кинич записал на Иероглифической лестнице 1 даты смерти своего предшественника Учан-Кин-Балама и его жены GI-Кавиль.
Ещё до своего воцарения Кавиль-Чан-Кинич захватил город Акуль, а на Иероглифической лестнице 3 записаны захваты Эль-Чорро, Яшчилана и Мотуль-де-Сан-Хосе.
В 744 году случился конфликт с Пачанским царством. В 745 году победу одержал Южный Мутуль.
Йичак-Балам, царь Сейбаля, проводил ритуал в присутствии Каиль-Чан-Кинича.
Его преемником стал Тан-Те-Кинич.

### Семья
Его отцом был Ицамнах-Кавиль.